# سانتا کاترینا آلبانزه

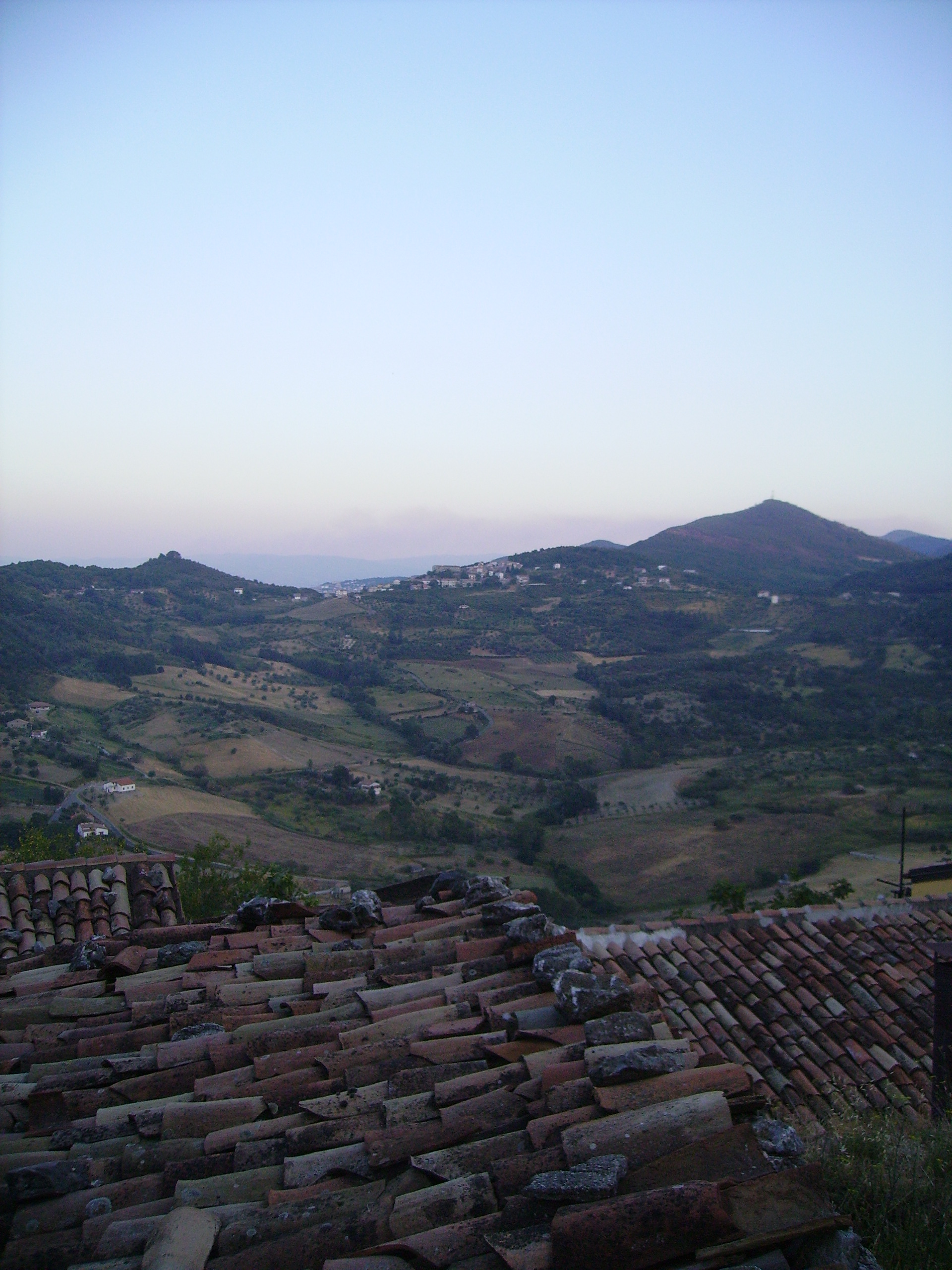
نمایی مشرف به سانتا کاترینا آلبانزه

سانتا کاترینا آلبانزه (به ایتالیایی: Santa Caterina Albanese) یک کومونه در ایتالیا است که در استان کزنتزا واقع شده‌است. سانتا کاترینا آلبانزه ۱۷ کیلومتر مربع مساحت و ۱٬۱۵۶ نفر جمعیت دارد.